# Phim truyền hình

Hình hiệu chương trình Phim truyện của Đài Truyền hình Việt Nam (VTV)

Phim truyền hình là thể loại phim được sản xuất đại trà để phát sóng trên các kênh truyền hình một cách rộng rãi. Ở Nhật Bản, Hàn Quốc cũng như toàn bộ khối Hoa ngữ, khái niệm này thường được gọi với cái tên là điện thị kịch (giản thể: 电视剧; phồn thể: 電視劇).
Phim truyền hình có thể được thu hình trên băng từ, đĩa kỹ thuật số hoặc phim nhựa 16 ly. Đặc điểm chung của thể loại phim này là khuôn hình hẹp, cỡ cảnh lớn hơn phim điện ảnh chiếu rạp do giới hạn về độ lớn và cả chiều sâu cũng như độ nét của màn ảnh tivi. Vì vậy, phim truyền hình cũng có những hạn chế về nghệ thuật thẩm mỹ nhất định so với phim điện ảnh. Phim truyền hình có giá thành rẻ hơn phim điện ảnh chiếu rạp do kỹ thuật chế tác đơn giản, gọn nhẹ và nhanh hơn. Tuy nhiên để làm được phim truyền hình ăn khách vẫn là công việc khó khăn không kém so với làm phim điện ảnh, dựa vào sự sáng tạo khổ công và tài năng. 
Phim truyền hình có nhiều loại như phim truyện, phim gia đình, phim tài liệu, phim hoạt hình. Tuy không thu tiền trực tiếp từ người xem truyền hình nhưng phim truyền hình có thể kiếm tiền nếu phim có nhiều người xem, và vì thế bán được các quảng cáo giá cao xen kẽ trong thời gian chiếu phim. Bên cạnh đó, một phần trong doanh thu của phim truyền hình cũng đến từ cước phí truyền hình cáp.